# Gomphogyne heterosperma
Gomphogyne heterosperma là một loài thực vật có hoa trong họ Cucurbitaceae. Loài này được (Wall.) Kurz mô tả khoa học đầu tiên năm 1871.